# Ireneusz Engler
Ireneusz Stanisław Engler (ur. 25 października 1949 w Kartuzach) – polski reżyser seriali telewizyjnych oraz twórca filmów dokumentalnych.

## Życiorys
Urodził się w rodzinie Zenona i Wandy. Absolwent Wyższej Szkoły Ekonomicznej w Poznaniu. Pracę zawodową zaczynał w poznańskim oddziale Telewizji Polskiej.
W 1978 roku debiutował filmem dokumentalnym Jedyna o Krystynie Chojnowskiej-Listkiewicz, pierwszej kobiecie, która opłynęła świat. Autor m.in. Sierpnia (1980) jedynej relacji telewizyjnej ze Stoczni Gdańskiej i podpisania porozumień sierpniowych (dokument zrealizowany w Zespole Dokumentalistów i Reporterów „Fakt”) i filmu dokumentalnego Memento grudniowe (1981), opartego na relacjach protestujących w grudniu 1970 roku. 
Wieloletni członek Stowarzyszenia Filmowców Polskich.
W 2005 roku został powołany przez Zarząd Telewizji Polskiej w skład Komisji Etyki TVP V kadencji. Przed wyborami prezydenckimi w Polsce w 2015 roku został członkiem honorowego komitetu poparcia Bronisława Komorowskiego.

## Wybrana filmografia
- 1992: Wspaniałe życie (spektakl telewizyjny)
- 1993: Chwila sławy (spektakl telewizyjny)
- 1993: Nieznajoma (spektakl telewizyjny)
- 1993: Śliczna dziewczyna (tv)
- 1994: Książę ciemności (spektakl telewizyjny)
- 1994: Pułapka na samotnego mężczyznę (spektakl telewizyjny)
- 1994: Spadkobiercy (spektakl telewizyjny)
- 1994–1995: Radio Romans (serial tv)
- 1996: Kociokwik (spektakl telewizyjny)
- 1996: Notatki stanu wojennego (spektakl telewizyjny)
- 1998–2008: Złotopolscy (serial tv)
- 2004–2008: Kryminalni (serial tv)
- 2009–2011: Pierwsza miłość (serial tv)

## Odznaczenia
- Krzyż Wolności i Solidarności (29 lutego 2012)[4]
- Brązowy Medal „Zasłużony Kulturze Gloria Artis” (20 września 2011)[5]

## Nagrody
- Nagroda „Brązowa Fregata” na VIII Festiwalu Filmów Morskich w Szczecinie za film dokumentalny Jedyna (1978)
- Nagroda „Brązowy Lajkonik” na XXI Ogólnopolskim Festiwalu Filmów Krótkometrażowych w Krakowie za film dokumentalny Sierpień (1981)
- Nagroda Specjalna „Srebrny Lajkonik” na XXVI Ogólnopolskim Festiwalu Filmów Krótkometrażowych w Krakowie za film dokumentalny Stadion czyli żywot Józefa (1986)
- Grand Prix IX Festiwalu Filmów Społeczno-Politycznych w Łodzi za film dokumentalny Stadion czyli żywot Józefa (1986)
- Wyróżnienie na XXX Międzynarodowym Festiwalu Filmów Dokumentalnych i Animowanych DOK Leipzig za film dokumentalny Złe zachowanie (1987)
- II nagroda V Festiwalu „Młode Kino Polskie '87” w Gdańsku w kategorii krótkiego metrażu za film dokumentalny Złe zachowanie (1988)
- Wyróżnienie za film dokumentalny Złe zachowanie, nagroda publiczności oraz Nagroda Teatru im. Stanisława Witkiewicza dla najlepszego filmu o teatrze na XV Przeglądzie Filmów o Sztuce w Zakopanem (1988)
- Złoty Ekran - nagroda pisma „Ekran” za film dokumentalny Memento grudniowe (1990)
- wyróżnienie na VI Festiwalu Filmowym Narodów Słowiańskich i Prawosławnych w Moskwie w kategorii filmów dokumentalnych i telewizyjnych (1997)
- Nagroda Prezesa TVP za wybitne osiągnięcia w reportażu i dokumencie telewizyjnym (2013)[6]
- Nagroda Prezydenta Miasta Gdańska w Dziedzinie Kultury z okazji 40-lecia działalności Video Studio Gdańsk (2021)[7]

Źródło:.